# Водян, Валерий Иванович
Валерий Иванович Водян (укр. Валерій Іванович Водян; род. 8 сентября 1949, Одесса) — заслуженный тренер Украины. Больше всего известен своей работой в одесском «Локомотиве» и сборной Украины по мини-футболу.

## Биография
Тренерскую карьеру в мини-футболе начал в одесской команде «Одесса-Норд» в январе 1995 года. В сезоне 1995/96 привёл одесситов к первому в их истории чемпионскому титулу. Дополнительный матч «Локомотива» с днепропетровским «Механизатором» за первое место вошёл в число самых знаковых матчей украинского мини-футбола.
В сезоне 1996/97 значительно укрепившийся «Локомотив» сделал золотой дубль, выиграв чемпионат и Кубок страны. А весной 1997 года попробовал свои силы на международной арене, завоевав малые бронзовые медали (за 4-е место) турнира Европейских Чемпионов в Москве.
Зимой 1998 года стало известно, что новое руководство одесской железной дороги отказывается от финансирования команды. Выиграв чемпионат и Кубок страны состав «Локомотив» распался.
Следующим этапом в тренерской деятельности Водяна стал екатеринбургский клуб «Альфа», с которым одесский специалист выиграл «бронзу» Кубка России.
В 2004 году Водян несколько месяцев проработал в кишинёвском «Камелоте» — участнике Кубка УЕФА.

Михаил Захаренко и Валерий Водян

Недолгим получилось и сотрудничество Водяна с киевской «Планетой-Мост» в сезоне 2008/09. В данном случае всё завершилось финансовым кризисом киевского клуба, который под руководством Водяна демонстрировал перспективные результаты, позволявшие рассчитывать как минимум на борьбу за медали чемпионата.
С 2002 года в Одессе ежегодно проводится международный турнир на призы Валерия Водяна.

Валерий Водян — ключевая фигура украинского футзала 1990-х и начала 2000-х годов. Заслуженный тренер Украины, оставивший заметный след как в клубном, так и в студенческом футзале. Его успехи с «Локомотивом» (Одесса), работа в России и Молдове, а также участие в национальных сборных делают его влиятельной личностью в футбольной истории страны.

## Достижения
«Локомотив»
- Чемпион Украины (3): 1995/96, 1996/97, 1997/98
- Обладатель Кубка Украины (2): 1997, 1998
- Обладатель малых бронзовых медалей турнира Европейских Чемпионов: 1997
- Победитель международного турнира «Белая акация» (2): 1996, 1997
- Победитель международного турнира «Киевская Русь»: 1995

«Альфа»
- Бронзовый призёр Кубка России: 2000

Сборная Украины
- Чемпион мира среди студентов: 1998
- Бронзовый призёр чемпионата мира среди студентов: 1996

## Награды
- Почетный Знак АМФОО
- Медаль АМФОО «За большие заслуги в деле развития мини-футбола в Одесской области и на Украине»
- Лучший тренер Одесской области 2006 года